# Limnonectes leytensis
Limnonectes leytensis là một loài ếch trong họ Ranidae. Nó là loài đặc hữu của Philippines.
Các môi trường sống tự nhiên của chúng là các khu rừng ẩm ướt đất thấp nhiệt đới hoặc cận nhiệt đới, vùng đất ẩm có cây bụi nhiệt đới hoặc cận nhiệt đới, đồng cỏ nhiệt đới hoặc cận nhiệt đới vùng ngập nước hoặc lụt theo mùa, sông, sông có nước theo mùa, đầm nước, đầm nước ngọt, đầm nước ngọt có nước theo mùa, phá nước ngọt ven biển, đất canh tác, vùng đồng cỏ, các đồn điền, vườn nông thôn, các vùng đô thị, ao, ao nuôi trồng thủy sản, đất có tưới tiêu, và đất nông nghiệp có lụt theo mùa.
Nó không được xem là bị đe dọa theo IUCN.

## Hình ảnh

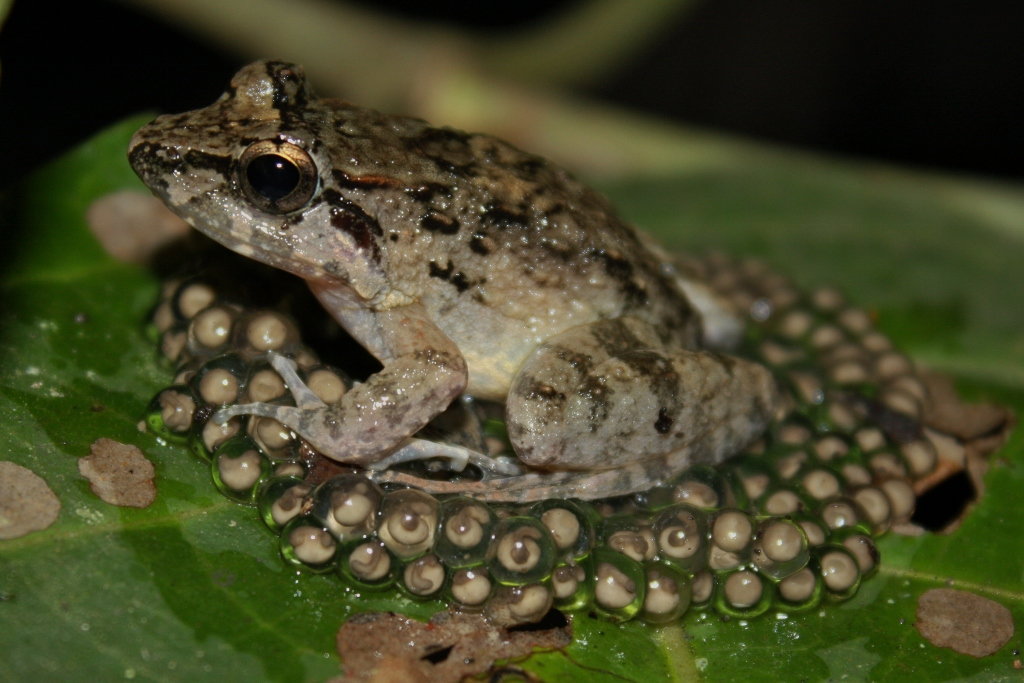
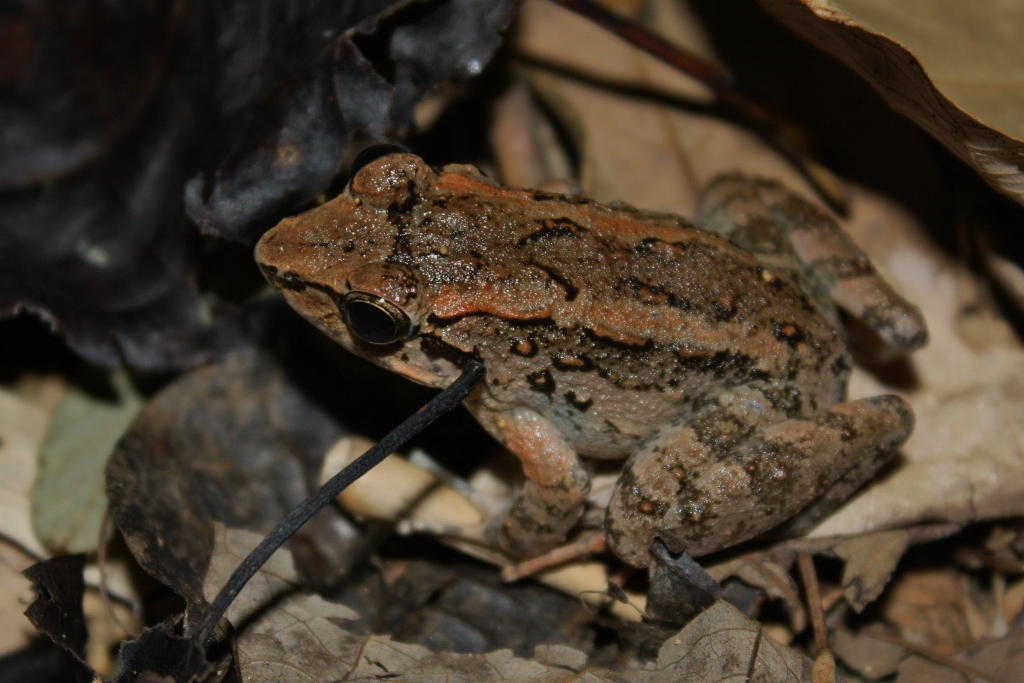
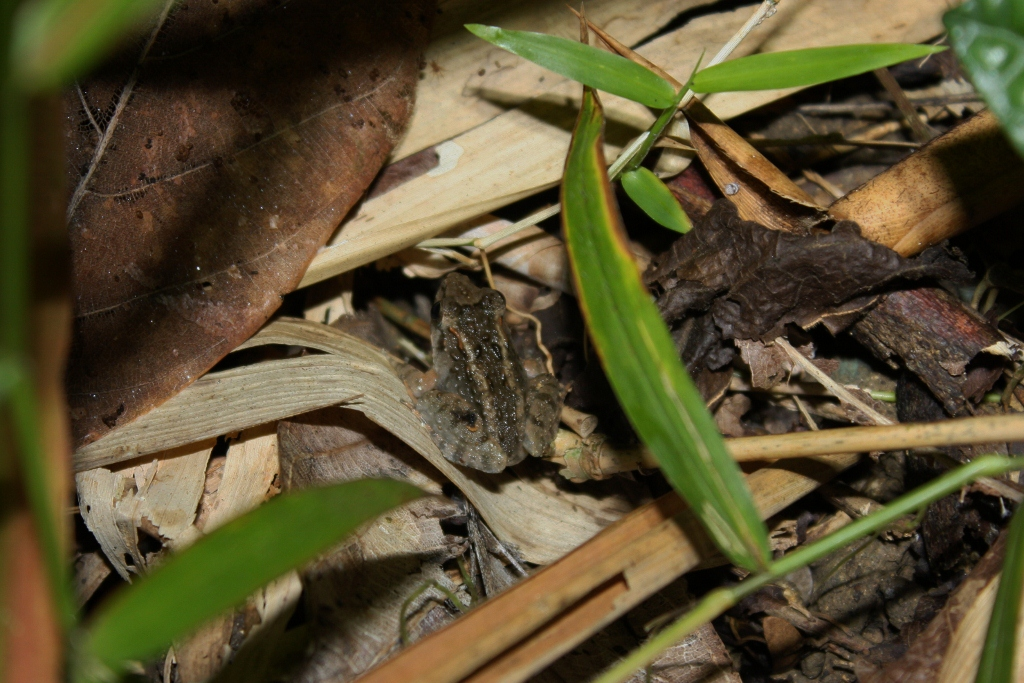
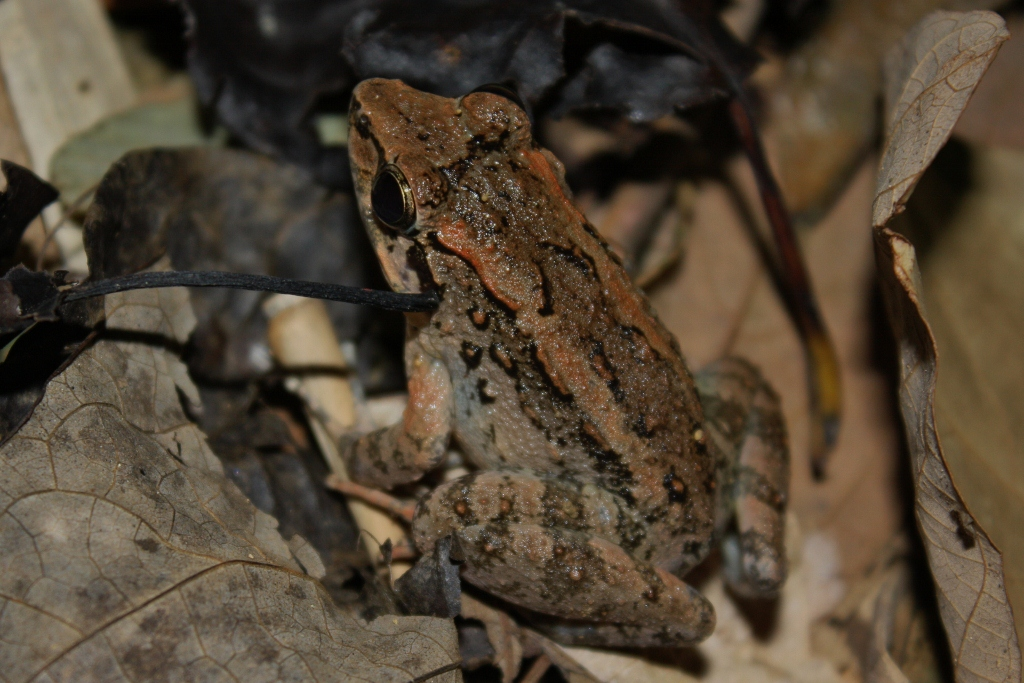